# Loretta Harrop
Loretta Harrop (Brisbane, 17 luglio 1975) è una triatleta australiana.
Alle Olimpiadi di Sydney 2000 giunse quinta. Loretta è sposata con Brad Jones, portiere della nazionale di calcio australiana ad Atene 2004

## Palmarès
- Olimpiadi

Atene 2004: argento
- Coppa del mondo di triathlon - 1999